# Nàberejnie Txelní
Nàberejnie Txelní, Iar Txal·lí o Txal·lí (en tàtar: Яр Чаллы [criíl·lic tàtar], Yar Çallı [tàtar en lletres llatines], transcrit al català, Iar Txal·lí; o simplement Чаллы, Çallı, transcrit al català, Txal·lí; en rus: Набережные Члены, en transliteració científica, Naberežnyje Čelny, i transcrit al català, Nàberejnie Txelný) és una ciutat de la República del Tatarstan, a Rússia.
És un gran centre industrial a la vora del riu Kama.
Es creu que va ser fundada el 1172. Aconseguí el títol de ciutat el 1930 i des de 1982 a 1988 va ser anomenada Bréjnev (per Leonid Bréjnev).
Fabrica camions de la marca Kamaz i ZMA, i és un dels centres de producció de vehicles més gran del món.